# Margenera gran
La margenera gran (Lasiommata maera), també anomenada margera gran, és una espècie de lepidòpter papilionoïdeu de la família dels nimfàlids (Nymphalidae) present als Països Catalans.

## Distribució
S'estén pel nord d'Àfrica, gran part d'Europa i per Àsia fins al sud-oest de Sibèria i el Tian Shan. A Europa, arriba fins als 68°N a Escandinàvia, però no és present al sud-oest de la península Ibèrica, gran part de Bèlgica, els Països Baixos, el nord-oest d'Alemanya, Dinamarca i les illes Britàniques. Absent de les principals illes mediterrànies, excepte Sicília. A Catalunya, es distribueix pels Pirineus, Prepirineus i Serralada Prelitoral, sent molt més rara o ocasional a la resta del territori. A les illes Balears no se'n coneixen poblacions estables, tot i que existeix una cita antiga a Menorca.

## Descripció
Envergadura alar d'entre 40 i 49 mm. Dimorfisme sexual evident per la presència, en els mascles, d'una banda androconial fosca a l'ala anterior i per la coloració general més fosca. Anvers del mascle de color bru amb franges taronges a la part exterior que contenen un gran ocel junt amb un de petit prop de la punta de l'ala anterior. L'ala posterior presenta diversos ocels dins de la franja taronja exterior. La femella presenta l'anvers de l'ala anterior majoritàriament taronja, amb una fina línia negra que la travessa per la part central. L'ala posterior és semblant a la del mascle, però amb la franja taronja més extensa. El revers de l'ala posterior és similar a l'anvers, però més clara. Revers de l'ala posterior de color gris clar amb diverses línies fosques primes i sinuoses, i una sèrie d'ocels a la part exterior.

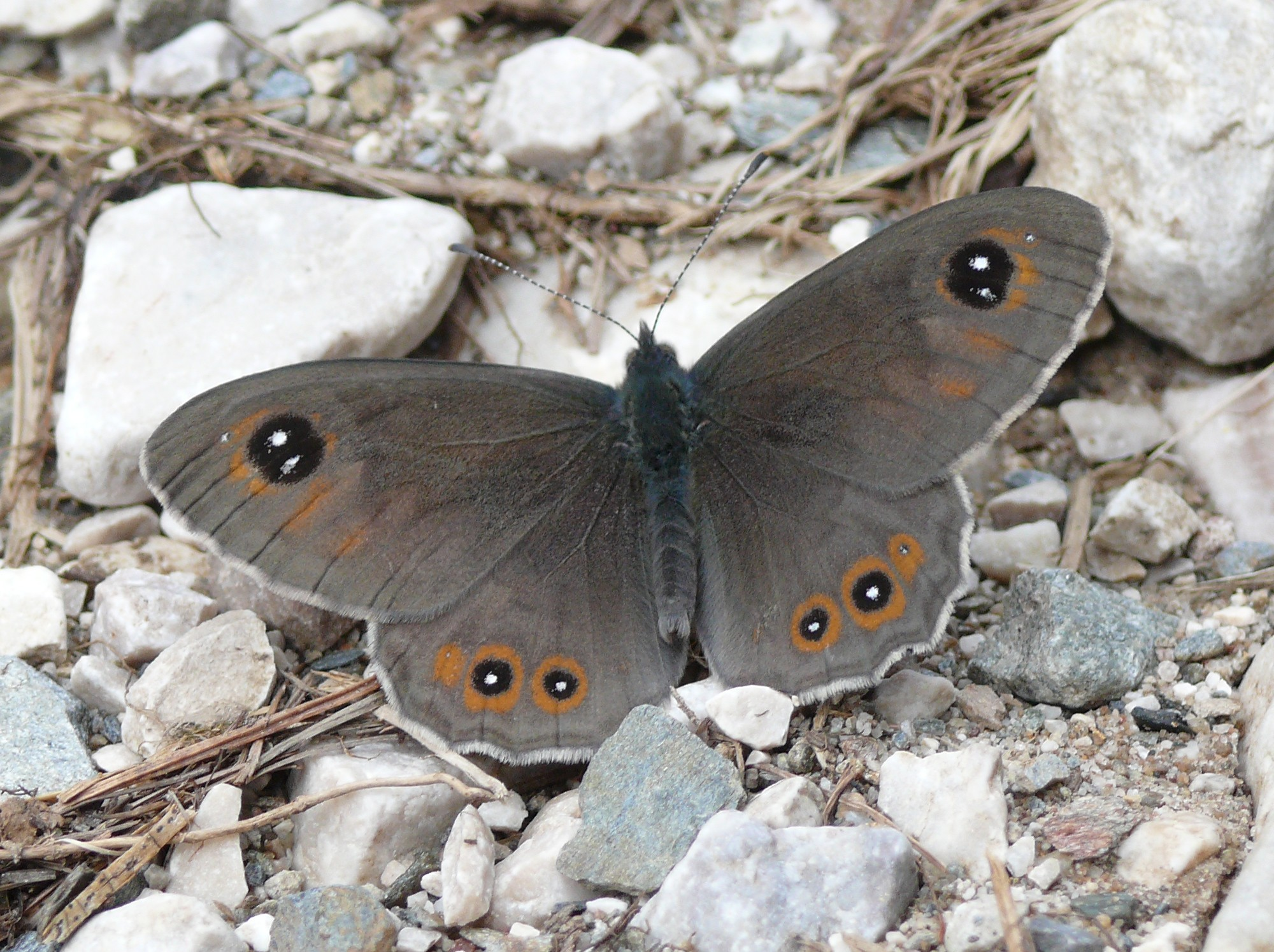
♂
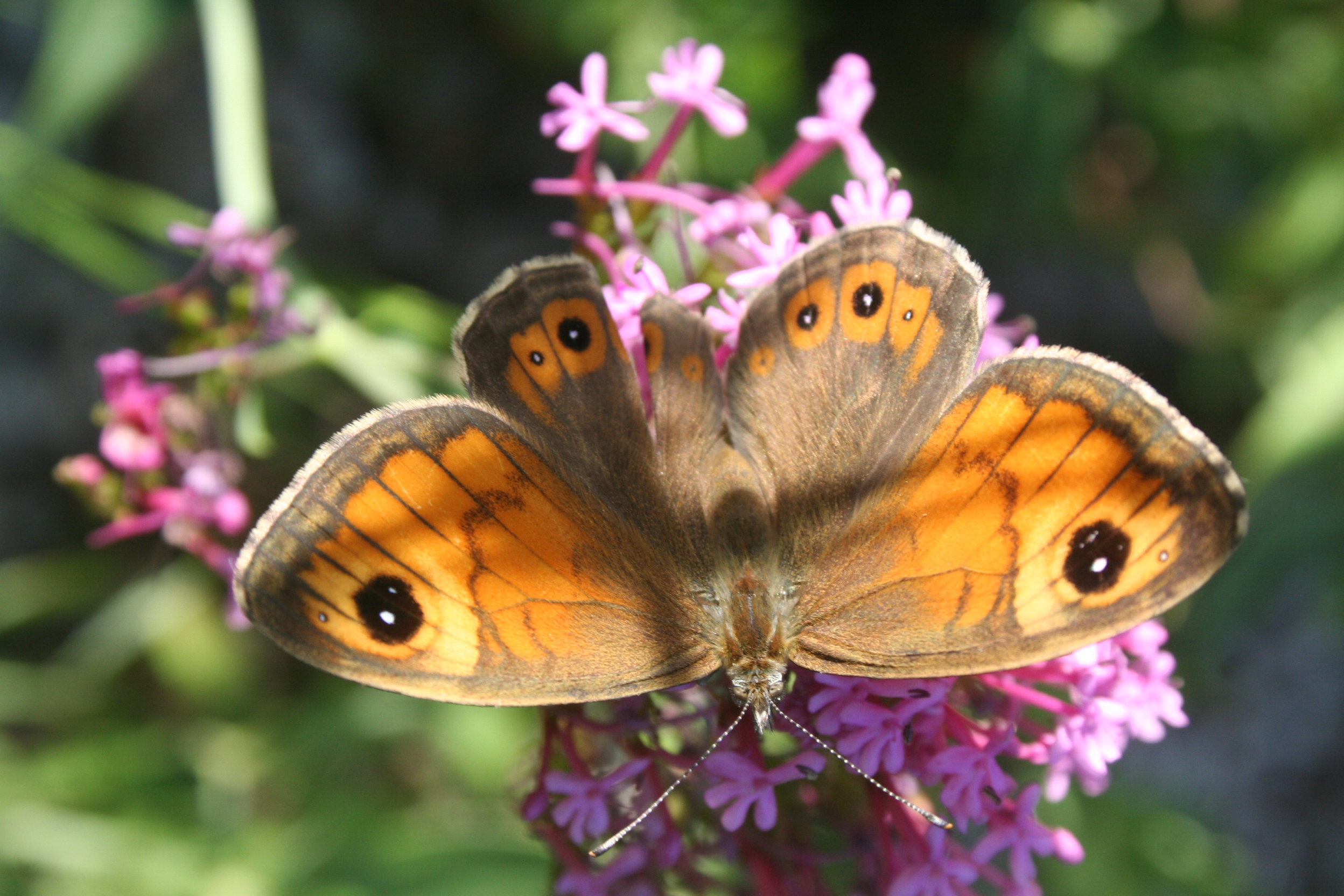
♀

## Hàbitat
Zones seques, herboses o pedregoses, incloent pendents pronunciats. Rang altitudinal des del nivell del mar fins als 2500 m, tot i que a la Serralada de l'Atles por arribar fins als 3700 m. L'eruga s'alimenta de diverses gramínies, com ara Glyceria, Deschampsia, Calamagrostis, Nardus, Hordeum, Agrostis o Festuca.

## Període de vol i hibernació
Vola en diverses generacions en funció de la localitat. Així, presenta una generació al nord de la seva àrea de distribució, volant de mitjans de juny a finals d'agost, i dues generacions al sud, des de finals d'abril/juny fins al juny/finals de setembre. En certes localitats, com ara el nord d'Àfrica, se suposa que vola en tres generacions, però aquest fet requereix confirmació. A Catalunya, també s'han observat exemplars nous a finals de setembre, fet que podria correspondre a una tercera generació parcial. Hiberna com a crisàlide.

## Espècies ibèriques similars
- Margenera comuna (Lasiommata megera)
- Margenera aranesa (Lasiommata petropolitana)